# Jörn Donner
Jörn Donner (Helsinki, 1933. február 5. – Helsinki, 2020. január 30.) finnországi svéd filmproducer, filmrendező, forgatókönyvíró, író.

## Életpályája
Szülei: Kai Donner és Greta von Bonsdorff voltak. Olasz- és Franciaországban tanult, majd Helsinkiben szerzett bölcsészdiplomát 1959-ben. Az 1950-es évek elején kezdett gyakorlatban is foglalkozni a filmmel. 1952-ben a Stúdió Film Társaság alapítója volt. 1952–1953 között a Ny Tid, majd a Nya Pressen irodalmi rovatának munkatársa volt. 1953–1959 között a Ylioppalaslehti, a Vapaa Sana filmkritikusa volt. Első rövidfilmjét 1954-ben Helsinkiben forgatta. Aito Makinennel 1957-ben megalapította a Finn Filmarchívumot. 1961-ben a Dagens Nyheter filmkritikusa volt. 1963-ban jelentkezett először normálterjedelmű filmmel (Szeptemberi vasárnap; 1963). 1963–1965 között a stockholmi Sandrews Filmvállalat rendezője volt. 1966-ban a finn F. J. Filmi társproducere volt. Finnországban saját produkciós céget tart fenn 1967 óta. 1969–1972 között, valamint 1984–1992 között a helsinki városi tanács tagja volt. 1972–1975 között a Svéd Filmintézet igazgatója, 1975–1978 között ügyvezető producere, 1978–1982 között vezérigazgatója volt. 1979-ben a Berlini Nemzetközi Filmfesztivál zsűritagja volt. 1981–1983 között, 1986–1989 között valamint 1992–1995 között a Finn Filmalapítvány Tanácsának elnöke volt. 1986-ban a Velencei Nemzetközi Filmfesztivál zsűritagja volt. 1987–1995 között, valamint 2007-ben és 2013 óta a finn Parlament tagja. 1996–1999 között az Európai Parlament tagja volt.

### Munkássága
Főként film-, színi- és irodalmi kritikái jelentek meg a finn-svéd lapokban. Több regénye, útinaplója és tanulmánykötete látott napvilágot. Ingmar Bergman iskolájának egyik legtehetségesebb tagja volt. Felfogását erős analizáló kíváncsiság, ironikus hangvétel és érzékeny szociális beállítottság jellemzi. Nálunk Szeretni (1964) című filmjét mutatta be a televízió Zbigniew Cybulski-val a főszerepben.

## Magánélete
1954–1962 között Inga-Britt Wiik volt a felesége. Két gyermekük született: Johan (1955) és Jakob (1959). Az 1960-as években Harriet Andersson (1932) svéd színésznővel találkozgatott. 1974–1988 között Jeanette Bonnier volt a párja. Három gyermekük született: Susanna (1981), Otto (1981) és Daniel (1988). 1995 óta Bitte Westerlund-dal él együtt.

## Művei
- Különféle filmkérdések (1953)
- Berlini jelentés (1958)
- Dunai jelentés (1962)
- Az ördög arca – Ingmar Bergman filmjei (1962)
- Sweden (1987)

## Filmjei

### Filmproducerként
- Reggel a városban (Aamua kaupungissa) (1954) (forgatókönyvíró és filmrendező is)
- Ezekben a napokban (Näinä päivinä) (1955) (filmrendező is)
- Fekete fehéren (Mustaa valkoisella) (1968) (forgatókönyvíró, filmrendező és színész is)
- Anna (1970) (forgatókönyvíró és filmrendező is)
- A Bergman-akta (1978) (forgatókönyvíró és filmrendező is)
- A férfiakat nem lehet megerőszakolni (1978) (forgatókönyvíró, filmrendező és színész is)
- Fanny és Alexander (1982)
- A Sas utolsó repülése (1982)
- Próba után (1984)
- Hét dal a tundráról (1999)

### Forgatókönyvíróként
- Szeptemberi vasárnap (En söndag i september) (1963) (filmrendező is)
- Errefelé kezdődik a kaland (Här börjar äventyret) (1965) (filmrendező is)
- Stimulációk (Stimulantia) (1965–1967) (filmrendező is)
- Családi fészek (1967) (filmrendező is)
- Színről színre Ingmar Bergmannal (1976) (filmrendező is)

### Filmrendezőként
- Vettä (1956)
- Porkala (1957)

### Színészként
- Szeretők és távozók (2002)

## Díjai
- Vittorio de Sica-díj (1978)
- Oscar-díj a legjobb idegen nyelvű filmnek (1983) Fanny és Alexander
- Finlandia-díj (1985)
- Tollander-díj (2002)

## Fordítás
- Ez a szócikk részben vagy egészben  a   Jörn Donner című angol Wikipédia-szócikk ezen változatának fordításán alapul.  Az eredeti cikk szerkesztőit annak laptörténete sorolja fel. Ez a jelzés csupán a megfogalmazás eredetét és a szerzői jogokat jelzi, nem szolgál a cikkben szereplő információk forrásmegjelöléseként.